# Tokyo I’m on My Way!
Tokyo I’m on My Way – singel j-popowej grupy muzycznej Puffy AmiYumi z albumu Splurge wydany 24 maja 2006. Tekst piosenki Tokyo I’m on My Way napisany został przez Dextera Hollanda z grupy The Offspring.

## Lista utworów
1. Tokyo I’m on My Way
2. 世界のはじっこ [Sekai no Hajikko] (Edge of the World)
3. Friends Forever ～FICKLR Remix～